# Сариагаська міська адміністрація
Сариага́ська міська адміністрація (каз. Сарыагаш қаласы әкімдігі, рос. Сарыагашская городская администрация) — адміністративна одиниця у складі Сариагаського району Туркестанської області Казахстану. Адміністративний центр та єдиний населений пункт — місто Сариагаш.
Населення — 59606 осіб (2021; 38848 у 2009, 25914 у 1999, 28739 у 1989).
Станом на 1989 рік існувала Сариагаська міська рада (місто Сариагаш).